# クリミア山脈
クリミア山脈（ウクライナ語：Кримські гори, クリミア・タタール語：Къырым дагълары) は、東ヨーロッパ、ウクライナのクリミア半島の南端に位置する山脈である。クリム山脈とも。

## 概要
クリミア山脈は、クリミア半島の南部に位置し、南西のバラクラーヴァのアイヤ岬より、北東のフェオドシヤの聖イッリャ岬まで広がっている。山脈の長さは約180kmで、広さは約60kmである。
クリミア山脈は、黒海に面している「外の山系」、内陸に面している「内の山系」、そしてその二つの山系の間に挟まれた「中の山系」という三つの山系に区分される。それらの山々は、南方より険しく、北方より滑らかで、頂山に草原に覆われた台地（ヤイラ）を有する、といった特徴を持っている。
外の山系の高さは約350m、内の山系の高さは750mである。最高山は「中の山系」に属するロマン・コーシュ山（1545m）である。その他の高い山は、デミル・カプ山（1540m）、ゼイティン・コーシュ山（1537m）、ケマリ・エゲレク山（1529m）、エクリジ・ブルン山（1527m）である。
クリミア山脈では主に石灰岩が採掘されている。
クリミア山脈でもっとも美しいとされるのは、アイ・ペトリの山と台地である。